# Malta Grand Prix
Malta Grand Prix – profesjonalny turniej snookerowy rozgrywany na Malcie w latach 1994–1998 oraz 2000–2001, w roku 2000 jako turniej rankingowy.

## Zwycięzcy
| Rok                      | Zwycięzca                | Przeciwnik               | Wynik                    | Sezon                    |
| Wydarzenie nierankingowe | Wydarzenie nierankingowe | Wydarzenie nierankingowe | Wydarzenie nierankingowe | Wydarzenie nierankingowe |
| ------------------------ | ------------------------ | ------------------------ | ------------------------ | ------------------------ |
| 1994                     | John Parrott             | Tony Drago               | 7 – 6                    | 1994/95                  |
| 1995                     | Peter Ebdon              | John Higgins             | 7 – 4                    | 1995/96                  |
| 1996                     | Nigel Bond               | Tony Drago               | 7 – 3                    | 1996/97                  |
| 1997                     | Ken Doherty              | John Higgins             | 7 – 5                    | 1997/98                  |
| 1998                     | Stephen Hendry           | Ken Doherty              | 7 – 6                    | 1998/99                  |
| Wydarzenie rankingowe    |                          |                          |                          |                          |
| 2000                     | Ken Doherty              | Mark Williams            | 9 – 3                    | 1999/00                  |
| Wydarzenie nierankingowe |                          |                          |                          |                          |
| 2001                     | Stephen Hendry           | Mark Williams            | 7 – 1                    | 2000/01                  |